# Port Authority Trans-Hudson

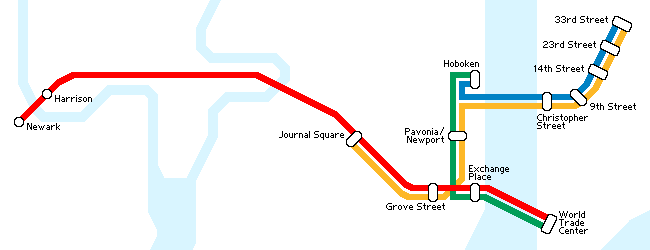
Mapa do PATH (serviço regular)

PATH (Port Authority Trans Hudson) é uma rede de trens que ligam Manhattan ao estado vizinho de Nova Jérsei, por meio de túneis subterrâneos sob o rio Hudson, daí o nome Trans Hudson. O PATH é gerenciado pelo Port Authority of New York and New Jersey (Autoridade Portuária de Nova Iorque e Nova Jérsei), e é um dos únicos metrôs do mundo a operar 24 horas por dia.

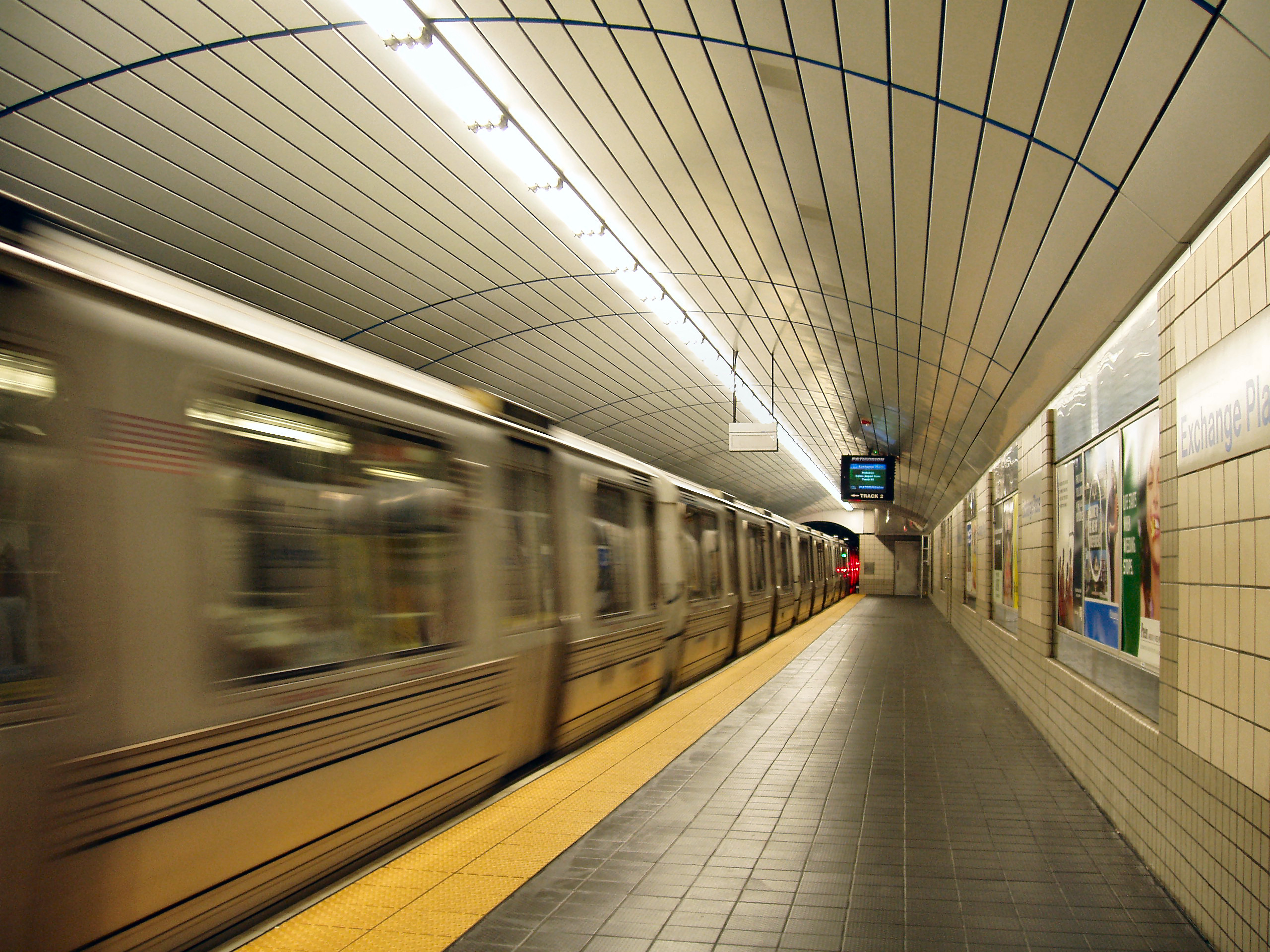
Estação Exchange Place Jersey City

A extensão total do PATH é de 22,2 km (13,8 milhas). Em algumas partes de seu percurso em Nova Jérsei, é feito por vias elevadas, portanto, o PATH é também um metrô de superfície.
O sistema PATH é anterior ao metrô da cidade de Nova Iorque, primeira linha de metrô, operada pela Interborough Rapid Transit Company. A Ferrovia Hudson & Manhattan (H&M) foi planejada em 1874, mas naquela época não era possível fazer um túnel com segurança sob o rio Hudson. A construção começou nos túneis existentes em 1890, mas logo parou quando o financiamento acabou. Ele foi retomado em 1900, sob a direção de William Gibbs McAdoo, um jovem advogado ambicioso que havia se mudado para Nova York de Chattanooga, Tennessee, e mais tarde se tornou presidente da H&M. A ferrovia tornou-se tão intimamente associada ao McAdoo que, em seus primeiros anos, suas linhas foram chamadas de McAdoo Tubes ou McAdoo Tunnels.